# Franz Boehme
Franz Boehme, avstrijski general, * 15. april 1885, Zeltweg, Avstrija, † 29. maj 1947, Nürnberg, Nemčija.